# هاري كونور
هاري كونور هو لاعب هوكي الجليد كندي، ولد في 3 ديسمبر 1904 في أوتاوا في كندا، وتوفي في 2 مارس 1947.

## وصلات خارجية
- هاري كونور على موقع دوري الهوكي الوطني (الإنجليزية)
- هاري كونور على موقع قاعة مشاهير الهوكي (لاعب أن.إتش.أل) (الإنجليزية)
- هاري كونور على موقع EliteProspects.com (الإنجليزية)
- هاري كونور على موقع HockeyDB.com (الإنجليزية)
- هاري كونور على موقع Hockey-Reference.com (الإنجليزية)